# Barkers Green
Barkers Green – wieś w Anglii, w hrabstwie Shropshire. Leży 15 km na północ od miasta Shrewsbury i 231 km na północny zachód od Londynu.